# Clarias nieuhofii
Clarias nieuhofii är en fiskart som beskrevs av Valenciennes, 1840. Clarias nieuhofii ingår i släktet Clarias och familjen Clariidae. IUCN kategoriserar arten globalt som livskraftig. Inga underarter finns listade i Catalogue of Life.